# Carsia emphracta
Carsia emphracta là một loài bướm đêm trong họ Geometridae.